# BBC Radio 1Xtra
BBC Radio 1Xtra es una estación de la BBC de radio digital en el Reino Unido especializada en música urbana. Lanzada a las 18:00 el 16 de agosto de 2002, había sido nombrada en código como Red X durante el periodo de transición, es la estación de la hermana de la BBC Radio 1. La estación transmite desde el octavo piso de New Broadcasting House, compartido con la Radio 1 y la BBC Radio Asian Network. El director actual de la estación es Ben Cooper, quien reemplazó a su predecesor Andy Parfitt el 28 de octubre de 2011.

## Perfil de la audiencia
La audiencia típica de 1Xtra es de entre 15 y 30 años de edad. El rango máximo de edad es deliberadamente más bajo que el de la estación hermana de Radio 1, que está más cerca de 35. 
De acuerdo con la "Presentación a la Secretaría de Estado para la revisión de los canales digitales" de marzo de 2004, Radio 1Xtra "proporciona producciones musicales las 24 horas del día, interrumpida por boletines de noticias de la BBC hechos especialmente y otras producciones habladas diseñadas específicamente para que sean pertinentes a la audiencia."